# スペンサー・ラトラー
スペンサー・マイケル・ラトラー（Spencer Michael Rattler, 2000年9月28日 - ）は、アメリカ合衆国アリゾナ州フェニックス出身のプロアメリカンフットボール選手。NFLのニューオーリンズ・セインツに所属している。ポジションはクォーターバック。

## 経歴

### ハイスクール
ピナクル高等学校ではアリゾナ州の高校生による通算最多パス獲得ヤード記録を更新した。また、2018年には全米から集まった有望な高校生クォーターバックによるショーケース「エリート11」でMVPを受賞した。
4年目のシーズンにはNetflixのドキュメンタリー番組「QB1: 最強のクォーターバック対決」に出演した。その後、地区の行動規範に違反したとして出場停止処分を受けた。高校通算で11,083パス獲得ヤード、116のパッシングTD、1,040ラン獲得ヤード、14のラッシングTDを記録した。

### リクルート
高校2年目のシーズンが終了した時点で、アラバマ大学やノートルダム大学など14の大学からオファーを受けていた。2017年6月19日にオクラホマ大学を訪問し、1週間後に同大学へのコミットを発表した。

### カレッジ

#### オクラホマ
1年目の2019年シーズンは3試合の出場に留まり、NCAAのレッドシャツ制度の対象となった。
2020年シーズンから先発に定着した。開幕3戦目、敵地で行われた格下のアイオワ州立大学で300パス獲得ヤード、2つのパッシングTDを記録したが、チームは敗れた。これにより、アイオワ州立大学は本拠地でのオクラホマ大学戦の連敗を24で止めた。その後はオーバータイムの試合で4勝をマークするなど勝負強さを発揮し、シーズン全体で11試合に出場して3,031パス獲得ヤード、28のパッシングTD、7つのインターセプトを記録。オールビッグ12ファーストチームに選出された。
2021年シーズン開幕前には多くのメディアからハイズマン賞の最有力候補と評され、2022年のNFLドラフトでの全体1位指名を予想するメディアもあった。しかし開幕6戦目、2021年10月10日のテキサス大学戦で、17-35とリードを許した第2Q途中に下級生のケイレブ・ウィリアムズと交代させられる。ウィリアムズの活躍により、チームは55-48で逆転勝利した。以降の試合ではウィリアムズに先発の座を奪われてしまい、出場はなかった。11月に今シーズン限りで転校することを発表し、ミシシッピ大学、UCLA、アリゾナ州立大学、ネブラスカ大学、ピッツバーグ大学、オーバーン大学、オレゴン大学などからオファーを受けた。

#### サウスカロライナ
2021年12月にサウスカロライナ大学への転校を発表した。オクラホマ大学在籍時のアシスタントコーチであったシェーン・ビーマーがヘッドコーチを務めていることが決め手となった。
2022年シーズンは13試合に出場して3,026パス獲得ヤード、18のパッシングTD、12のインターセプトを記録。チーム成績は8勝5敗で、うち2勝はAP通信の全米ランキング5位のテネシー大学、同8位のクレムソン大学という格上の相手であった。シーズン終了後、2023年のNFLドラフトにはエントリーせず残留することを発表した。

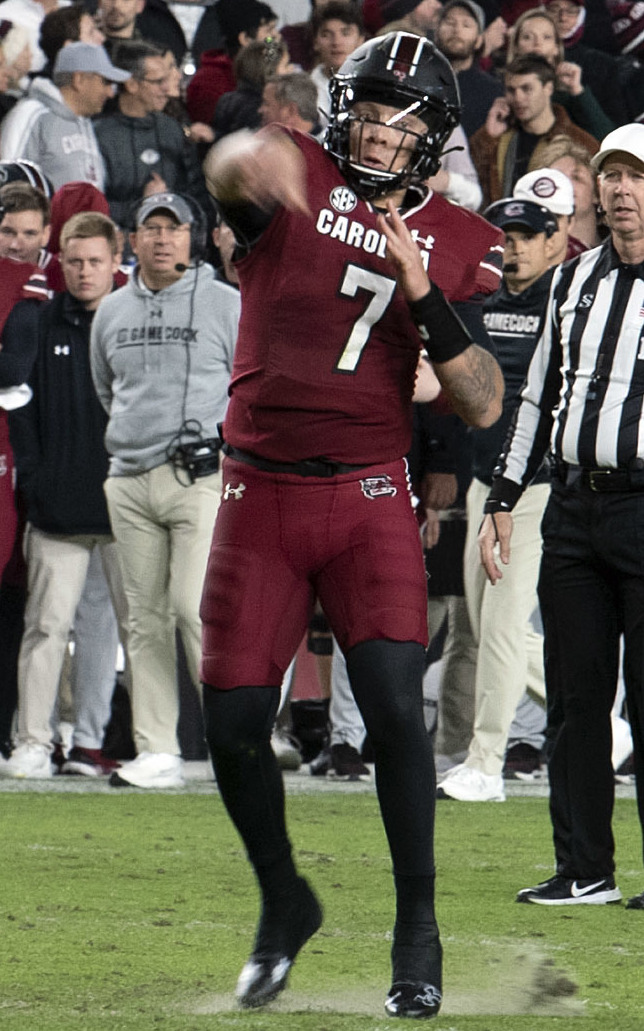
サウスカロライナ大学でのラトラー
(2022年)

2023年シーズンは12試合に出場して3,186パス獲得ヤード、19のパッシングTD、8つのインターセプトを記録した。シーズン終了後、2024年のNFLドラフトにエントリーした。

#### 個人成績
| シーズン         | 試合       | 試合       | 試合       | パス       | パス       | パス       | パス       | パス       | パス       | パス       | ラン       | ラン       | ラン       | ラン       |
| シーズン         | 試合       | 先発       | 記録       | 成功数     | 試投数     | 成功 確率  | ヤード     | TD         | In         | Rtg        | 回数       | ヤード     | 平均       | TD         |
| オクラホマ       | オクラホマ | オクラホマ | オクラホマ | オクラホマ | オクラホマ | オクラホマ | オクラホマ | オクラホマ | オクラホマ | オクラホマ | オクラホマ | オクラホマ | オクラホマ | オクラホマ |
| ---------------- | ---------- | ---------- | ---------- | ---------- | ---------- | ---------- | ---------- | ---------- | ---------- | ---------- | ---------- | ---------- | ---------- | ---------- |
| 2019             | 3          | 0          | —          | 7          | 11         | 63.6       | 81         | 1          | 0          | 155.5      | 3          | 23         | 7.7        | 0          |
| 2020             | 11         | 11         | 9–2        | 214        | 317        | 67.5       | 3,031      | 28         | 7          | 172.6      | 81         | 160        | 2.0        | 6          |
| 2021             | 9          | 6          | 6–0        | 140        | 187        | 74.9       | 1,483      | 11         | 5          | 155.5      | 43         | 77         | 1.8        | 3          |
| サウスカロライナ |            |            |            |            |            |            |            |            |            |            |            |            |            |            |
| 2022             | 13         | 13         | 8–5        | 264        | 399        | 66.2       | 3,026      | 18         | 12         | 138.7      | 73         | 46         | 0.6        | 3          |
| 2023             | 12         | 12         | 5–7        | 275        | 399        | 68.9       | 3,186      | 19         | 8          | 147.7      | 97         | 104        | 1.1        | 4          |
| 通算             | 48         | 42         | 28–14      | 900        | 1,313      | 68.5       | 10,807     | 77         | 32         | 152.2      | 297        | 410        | 1.4        | 16         |

### ニューオーリンズ・セインツ
| 6 ft 0+1⁄4 in (184 cm)      | 211 lb (96 kg) | 31 in (79 cm) | 9+7⁄8 in (25 cm) | 4.95 s | 1.63 s | 2.83 s | 4.37 s | 7.21 s | 32.0 in (81 cm) | 9 ft 0 in (2.74 m) |
| All values from NFL Combine |                |               |                  |        |        |        |        |        |                 |                    |

2024年のNFLドラフトにて全体150位でニューオーリンズ・セインツから指名された。全体12位でボー・ニックスが指名されてからラトラーの直前まで137人連続でクォーターバックの指名がなく、現行のドラフト制度では史上最長記録であった。